# Río Mali Uzen
El río Mali Uzen (del ruso: Малый Узень) es un río del óblast de Sarátov, en Rusia, y de la provincia de Kazajistán Occidental, en Kazajistán.
Tiene una longitud de 638 km y una cuenca de 18.250 km². El río nace en la cordillera Obshchi Syrt, al norte de la ciudad de Yershov, y fluye generalmente en dirección al sur sobre las estepas de la depresión cáspica. Termina en Kazajistán occidental en una red de pequeños lagos y pantanos llamados Kamysh-Samarkiye. El Mali Uzen discurre paralelamente al Bolshói Uzen, 50 km al este.
El origen de la mayoría del agua que lleva el río es de la fusión de la nieve. La época de crecidas es en abril, secándose parcialmente en verano. Su caudal medio oscila entre los 3.4 m³/s y los 782 m³/s. Permanece bajo los hielos generalmente entre diciembre y finales de marzo/principios de abril.
El agua del río es usada para suministro de agua potable e irrigación.